# Charlotte-Brabantine d'Orange-Nassau
Charlotte-Brabantine d'Orange-Nassau, née le 27 septembre 1580 à Anvers, morte le 19 août 1631 à Château-Renard, est la fille de Guillaume Ier d'Orange-Nassau et de Charlotte de Montpensier.

## Mariage
Elle est élevée avec ses sœurs par sa belle-mère Louise de Coligny. En 1594, Louise présente Élisabeth Flandrika et Charlotte-Brabantine à la cour de Henri IV dans le but de leur trouver des époux protestants. Élisabeth Flandrika épouse ainsi le duc de Bouillon en 1596, et Charlotte-Brabantine épouse le 11 mars 1598 à Châtellerault Claude de La Trémoille, duc de Thouars.
Elle est la mère de :
- Henri Ier de La Trémoille (1598-1674), duc de Thouars.
- Charlotte de La Trémoille (1599-1664), comtesse de Derby,
- Elisabeth (1601-1604),
- Frédéric (1602-1642), comte de Laval.

Elle est décrite comme très belle est est surnommée "La Belle Brabantine". Veuve en 1604, elle se consacre à la gestion du patrimoine familial.
Charlotte-Brabantine partage son temps entre le château de Thouars, la cour française et La Haye, et est appréciée par Henri IV, Marie de Médicis et Louis XIII. Du fait de sa bonne réputation et de ses relations, on lui confie souvent des missions de médiation, notamment lors du conflit entre le duc de Bouillon et Henri IV. Elle joue aussi un rôle dans les négociations aboutissant à la paix de Loudun en 1616. Louis XIII lui demande de présider le synode des Eglises réformées françaises à Vitré en mai-juin 1617 .
Elle entretient une correspondance avec sa belle-mère et ses sœurs, elles aussi actives politiquement, dans laquelle elles se considèrent elles-mêmes comme des "femmes d'Etat".